# Paratheta
Paratheta é um gênero de traça pertencente à família Agonoxenidae.